# السكك الحديدية البريطانية العظمى
شركة السكك الحديدية البريطانية العظمى ( GBR ) هي شركة عامة مقترحة مملوكة للدولة والتي ستشرف على النقل بالسكك الحديدية في بريطانيا العظمى  باستثناء النقل في لندن وميرسيترافيل والسكك الحديدية الخفيفة وخدمات الترام. وستتولى معظم وظائف السكك الحديدية في وزارة النقل (DfT) ومجموعة توصيل السكك الحديدية ، بما في ذلك خدمات الشراء وتحديد الأسعار. بالإضافة إلى ذلك ، ستستوعب شبكة السكك الحديدية لتصبح المشغل لمعظم البنية التحتية للسكك الحديدية في جميع أنحاء بريطانيا العظمى .  لن يؤثر على السلطات الحالية للإدارات المخولة للمملكة المتحدة في مناطقهم. 
سيكون نظام عقد الامتياز هو البديل طويل الأجل للنظام السابق لمنح امتياز السكك الحديدية للركاب الذي تديره دي أف تي ، والذي أصبح غير مستدام في أوائل عام 2020 خلال وباء كوفيد -19 . سيتم تصميم السكك الحديدية البريطانية العظمى على غرار عمليات النقل في لندن ، التي تتعاقد مع خدمات على أنظمة مثل لندن أوفرغراوند . يجب أن يكون مقر السكك الحديدية البريطانية العظمى في ديربي.  
اعتبارًا من مايو 2023، لم يتم جدولة التشريعات اللازمة لتمكين إنشائها في البرنامج البرلماني.
تم بناء نظام السكك الحديدية في بريطانيا العظمى من قبل شركات خاصة، ولكن تم تأميمه بموجب قانون النقل لعام 1947 وتم تشغيله منذ ذلك الحين فصاعدًا بواسطة السكك الحديدية البريطانية (التي تم تداولها باسم السكك الحديدية البريطانية منذ عام 1965) حتى الخصخصة ، التي بدأت في عام 1994 واكتملت في عام 1997. تم فصل خدمات البنية التحتية والركاب والشحن في ذلك الوقت. كانت البنية التحتية مملوكة للقطاع الخاص ويتم تشغيلها بواسطة Railtrack من عام 1994 إلى عام 2002، عندما تم إعادة تأميمها ونقلها إلى Network Rail .  يتم تشغيل خدمات السلع (الشحن) من قبل عدد من الشركات ، وهي من نسل تلك التي تم إنشاؤها خلال الخصخصة في التسعينيات.

## ملحوظات
1. ↑  It will not assume ownership of the Valleys & Cardiff Local Routes which were transferred to Transport for Wales in 2020.